# Asystasia
Asystasia är ett släkte av akantusväxter. Asystasia ingår i familjen akantusväxter.

## Bildgalleri

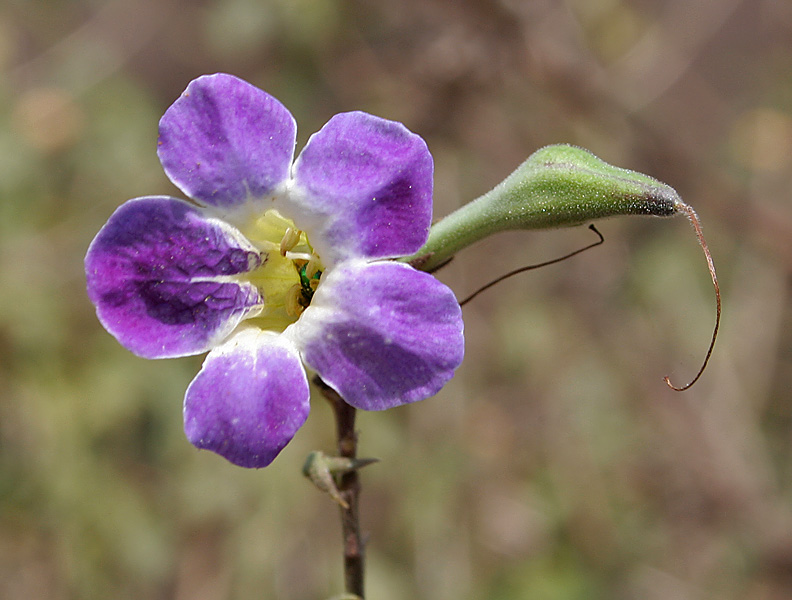

## Dottertaxa tillAsystasia, i alfabetisk ordning[1]
- Asystasia africana
- Asystasia alba
- Asystasia albiflora
- Asystasia ammophila
- Asystasia amoena
- Asystasia ansellioides
- Asystasia atriplicifolia
- Asystasia australasica
- Asystasia buettneri
- Asystasia calcicola
- Asystasia charmian
- Asystasia chelonoides
- Asystasia congensis
- Asystasia crispata
- Asystasia decipiens
- Asystasia excellens
- Asystasia gangetica
- Asystasia glandulifera
- Asystasia glandulosa
- Asystasia guttata
- Asystasia hedbergii
- Asystasia hirsuta
- Asystasia hispida
- Asystasia indica
- Asystasia laticapsula
- Asystasia ledermannii
- Asystasia leptostachya
- Asystasia lindauiana
- Asystasia linearis
- Asystasia lorata
- Asystasia macrophylla
- Asystasia malawiana
- Asystasia masaiensis
- Asystasia minutiflora
- Asystasia moorei
- Asystasia mysorensis
- Asystasia natalensis
- Asystasia oppositiflora
- Asystasia petalidioides
- Asystasia pusilla
- Asystasia retrocarpa
- Asystasia richardsiae
- Asystasia riparia
- Asystasia salicifolia
- Asystasia scandens
- Asystasia schliebenii
- Asystasia stenosiphon
- Asystasia subbiflora
- Asystasia tanzaniensis
- Asystasia travancorica
- Asystasia uniflora
- Asystasia varia
- Asystasia variabilis
- Asystasia welwitschii
- Asystasia vogeliana
- Asystasia zambiana